# 米蘭科維奇撞擊坑 (火星)
米兰科维奇撞击坑（Milankovič）是火星迪阿克里亚区的一座撞击坑，其中心坐标位于北纬54.7度、西经146.7度处，直径118.4公里。在火星照片中可很容易看到这座陨石坑，因为它位于奥林帕斯山以北，并独自坐落在平坦的北方大平原上。
该特征取名自塞尔维亚地球物理学家和天体物理学家米卢廷·米兰科维奇（1879年-1958年），1973年被国际天文联合会行星系统命名工作组批准接受。

## 图集

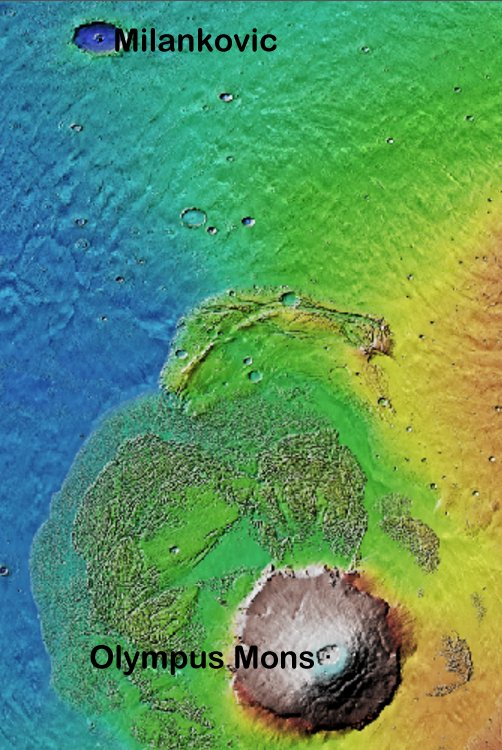
位于奥林帕斯山北面的米兰科维奇撞击坑。
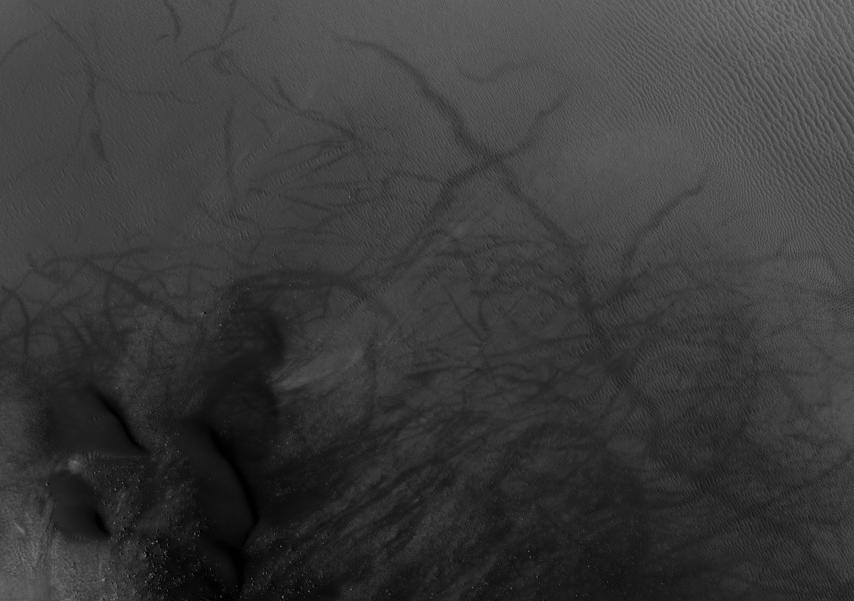
高分辨率成像科学设备显示的米兰科维奇撞击坑中央区域，图片显示了黑色沙丘、尘暴痕迹和巨石（小亮点）。
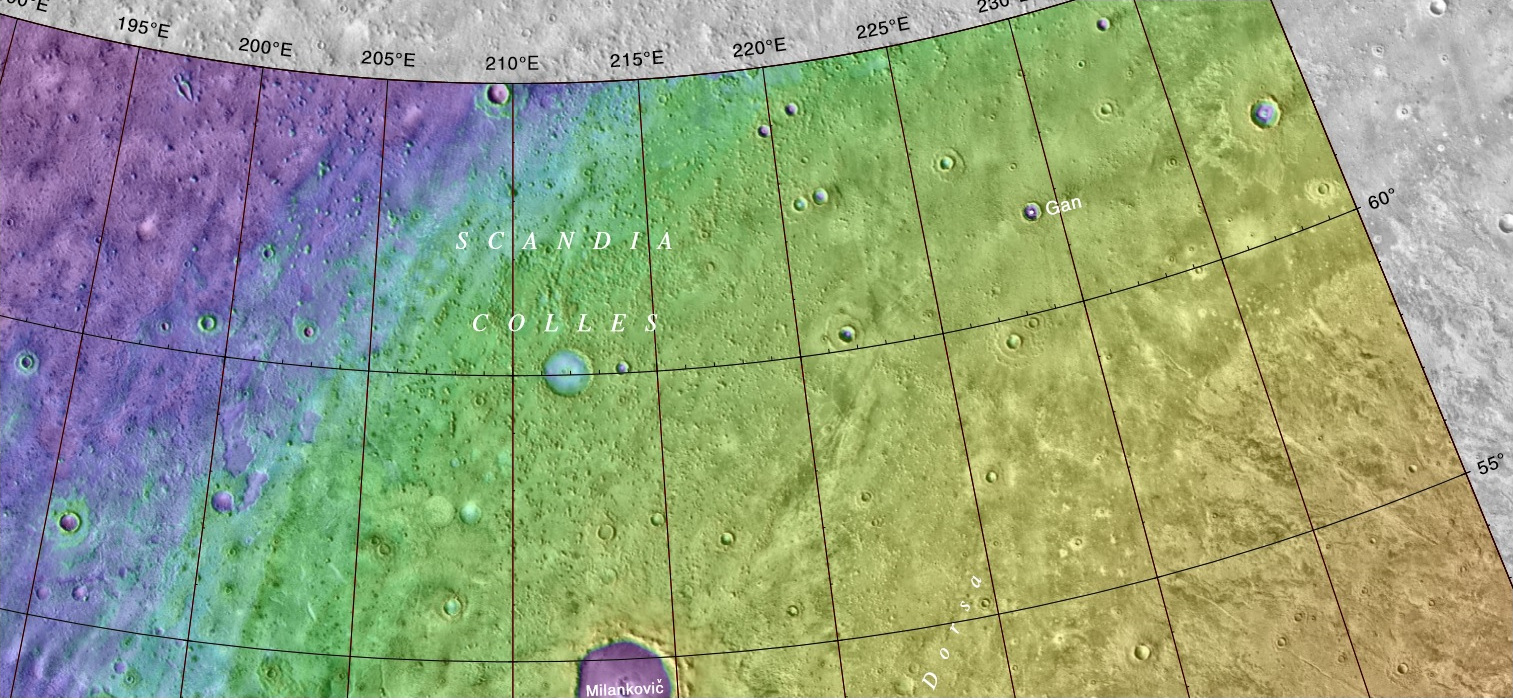
显示米兰科维奇撞击坑位置的地图。
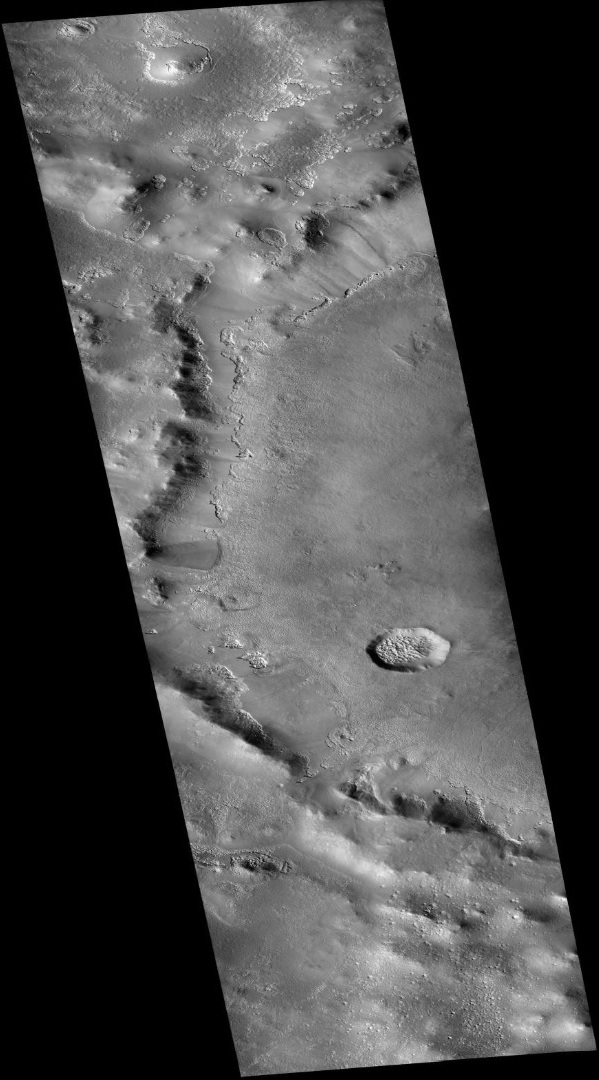
火星勘测轨道飞行器背景相机拍摄的米兰科维奇撞击坑。
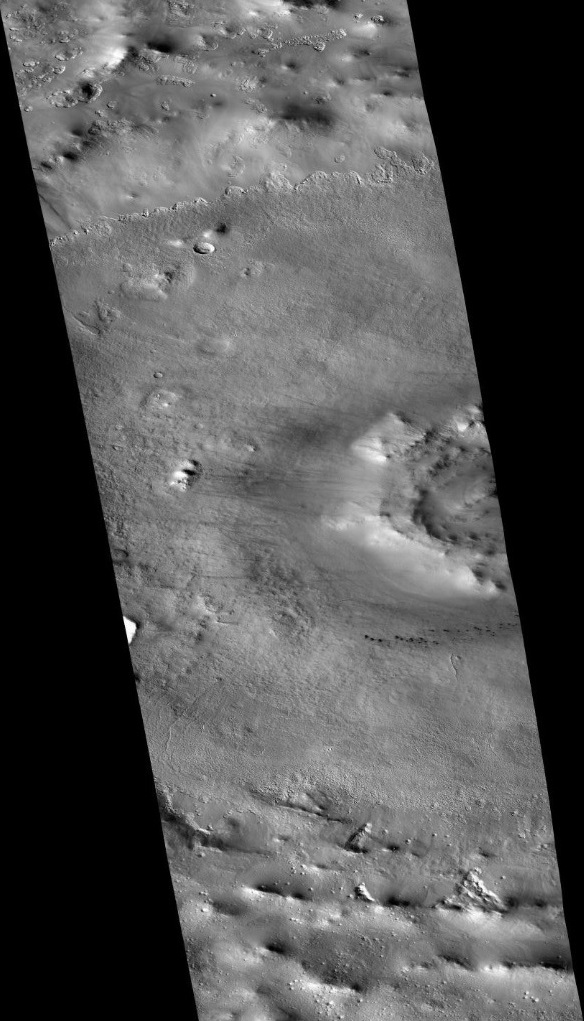
火星勘测轨道飞行器背景相机显示的米兰科维奇撞击坑，中间的黑点是沙丘。
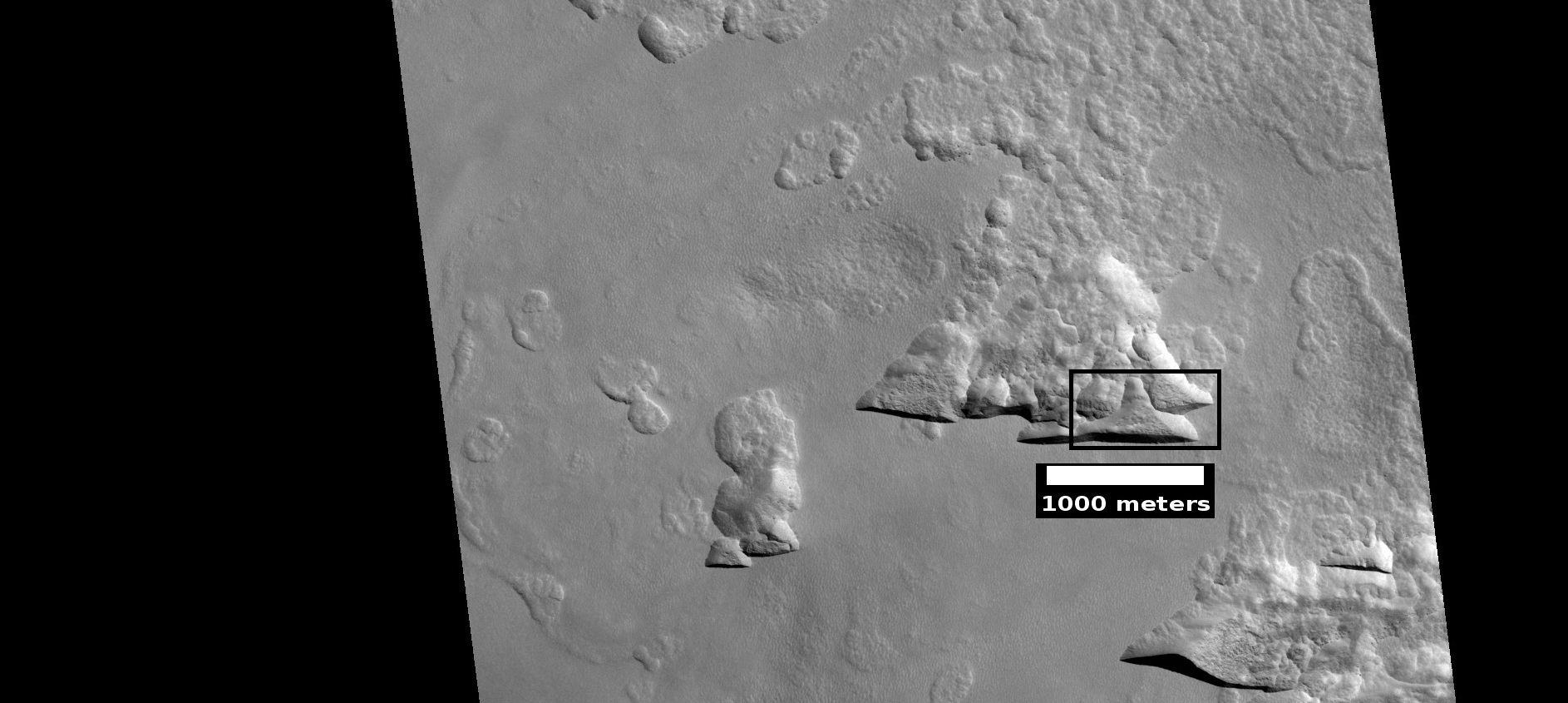
HiWish计划下高分辨率成像科学设备显示的带有南侧峭壁的洼地，方框区包含的部分将在下一幅图中放大。图像拍摄于迪阿克里亚区米兰科维奇撞击坑。
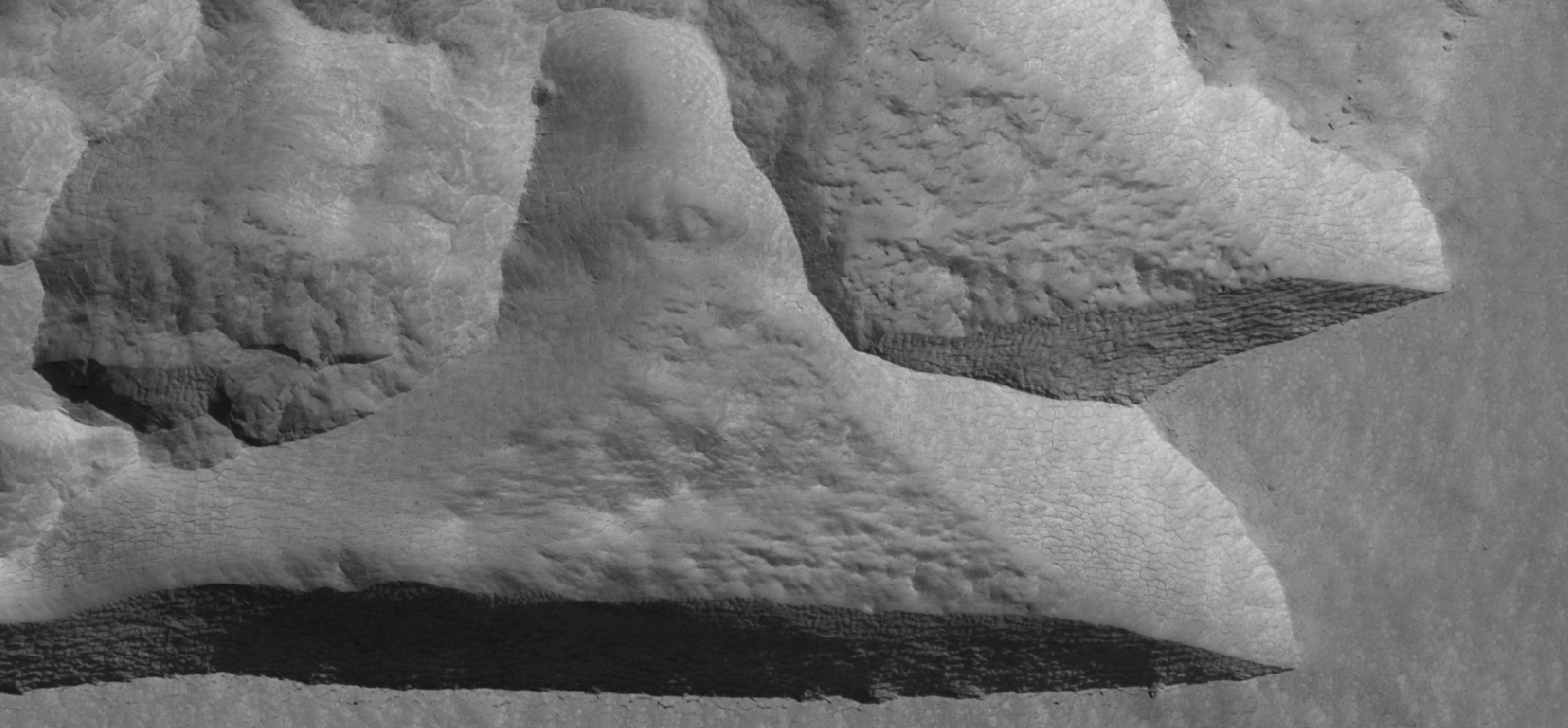
HiWish计划下高分辨率成像科学设备显示的前一幅峭壁洼地的放大图，请注意，南则崖壁较北侧壁更暗。
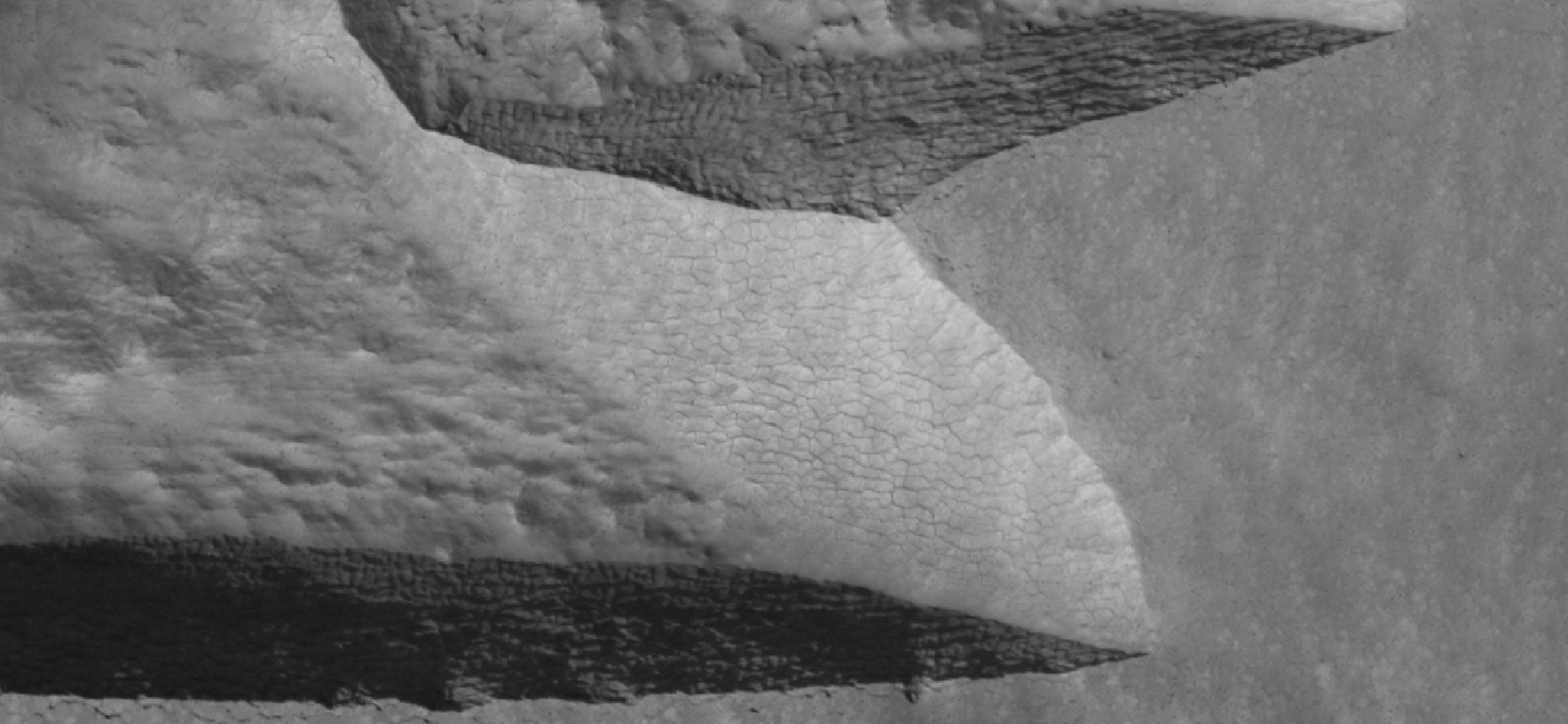
HiWish计划下高分辨率成像科学设备显示的前一幅图像的进一步放大。
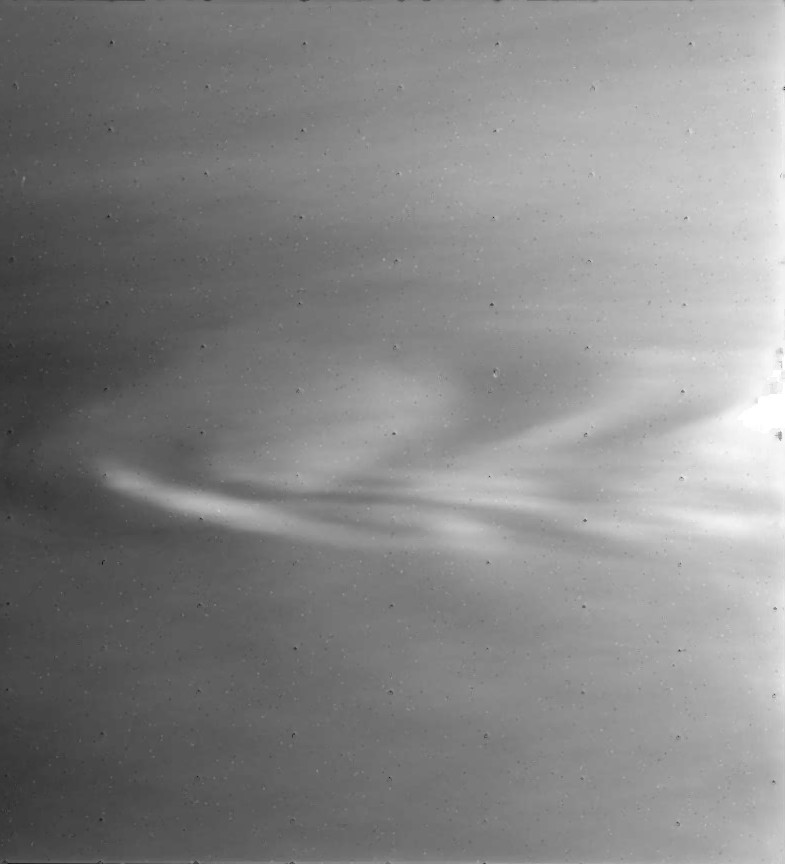
1977年2月，海盗2号轨道飞行器拍摄的米兰科维奇撞击坑上空的云层图像。

## 裸露的冰层
在米兰科维奇撞击坑中可看到许多三角状洼地。根据一组研究人员的说法，这些洼地面朝极地的直壁中显示出水冰。在火星上共发现了八处此类地方，其中米兰科维奇撞击坑是北半球唯一的一处。这一发现很重要，因为冰层只有一至两米厚。这项研究是使用火星勘测轨道飞行器上的仪器进行的。
以下图像是地下冰层研究所涉及的位置。

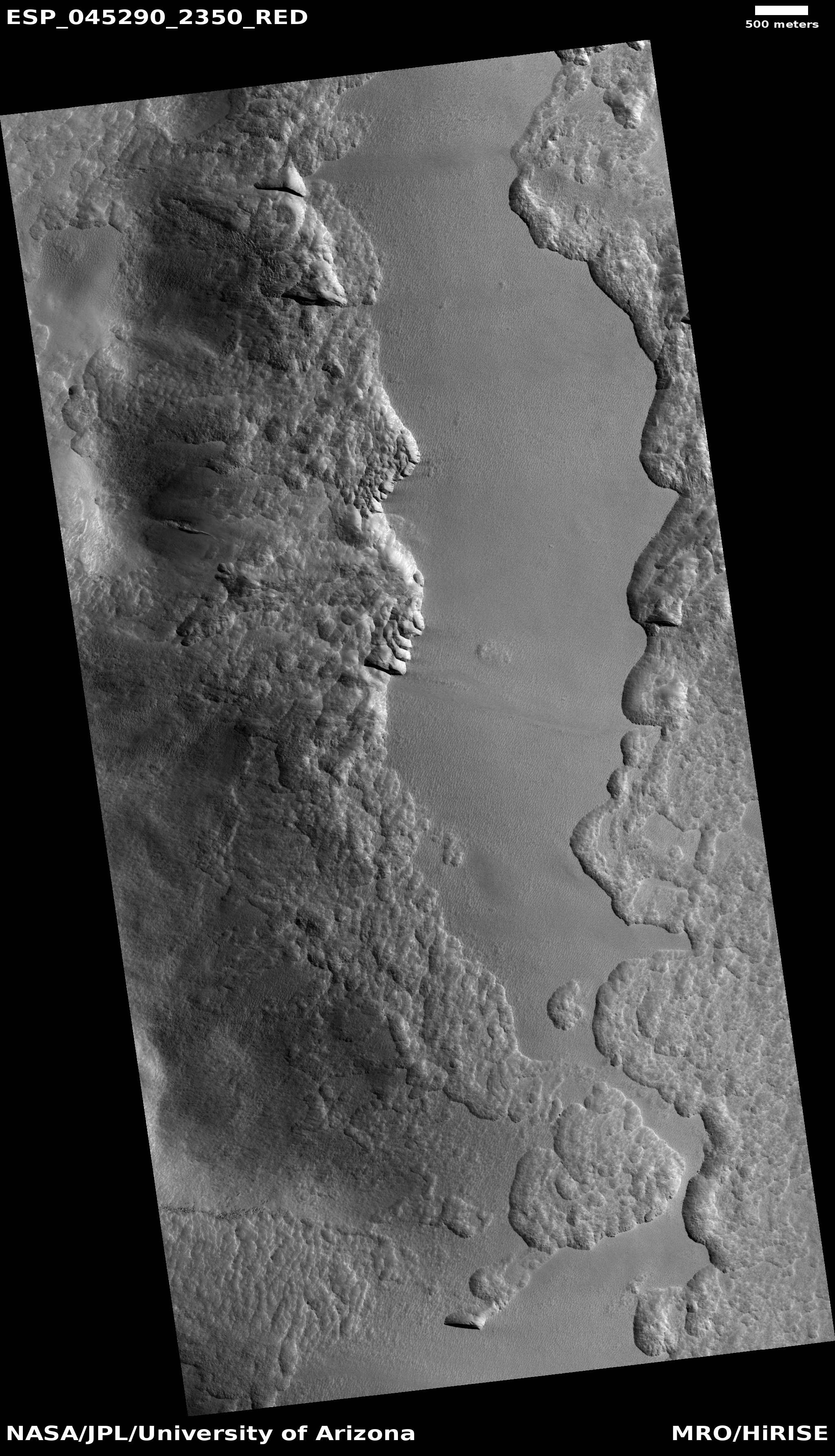
HiWish计划下高分辨率成像科学设备显示的米兰科维奇撞击坑部分区域广视图，这里很多洼地的崖壁上都含有冰。
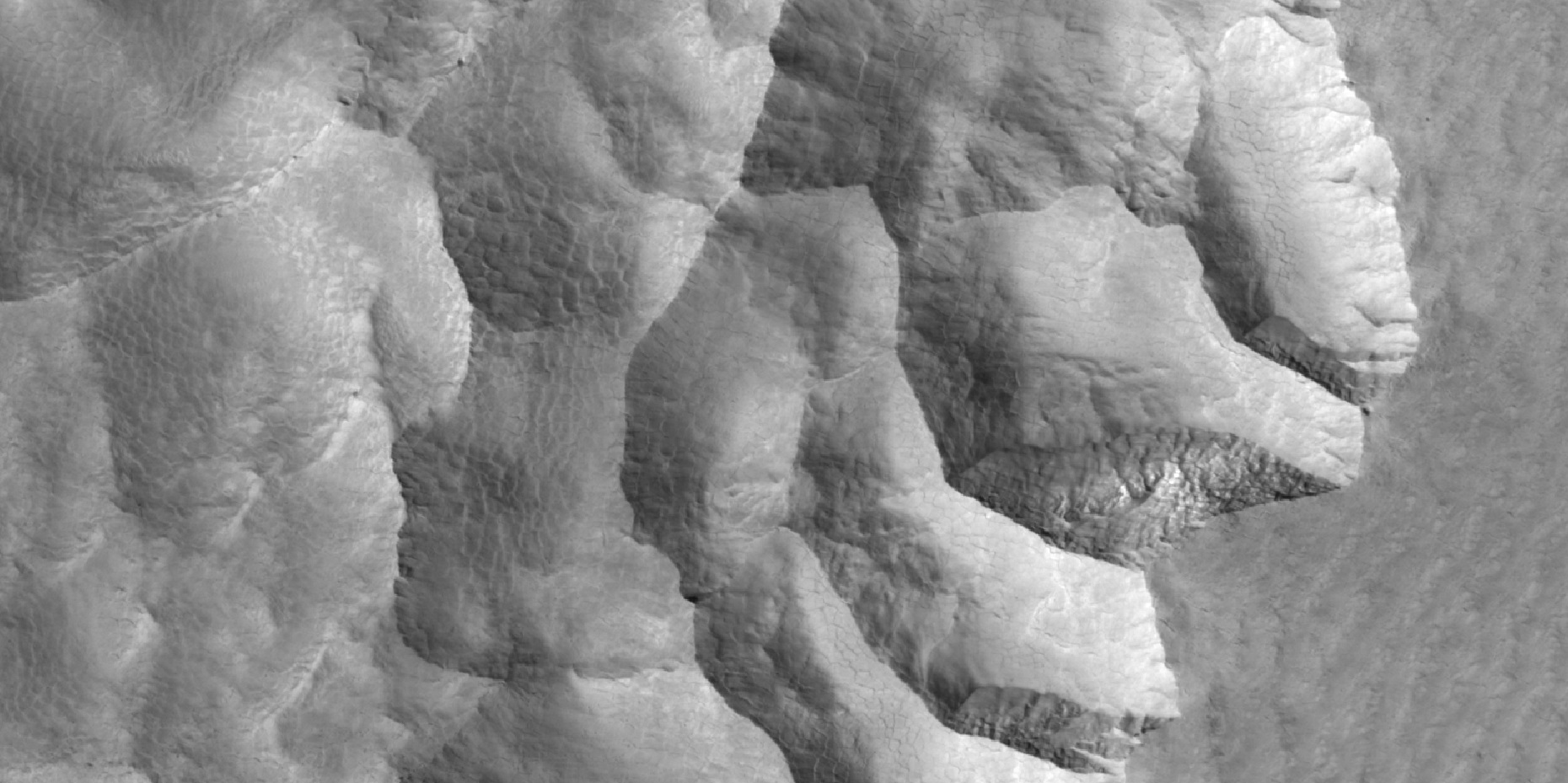
HiWish计划下高分辨率成像科学设备显示的米兰科维奇撞击坑部分区域近景，这是其中一处冰特别明显的地方之一。
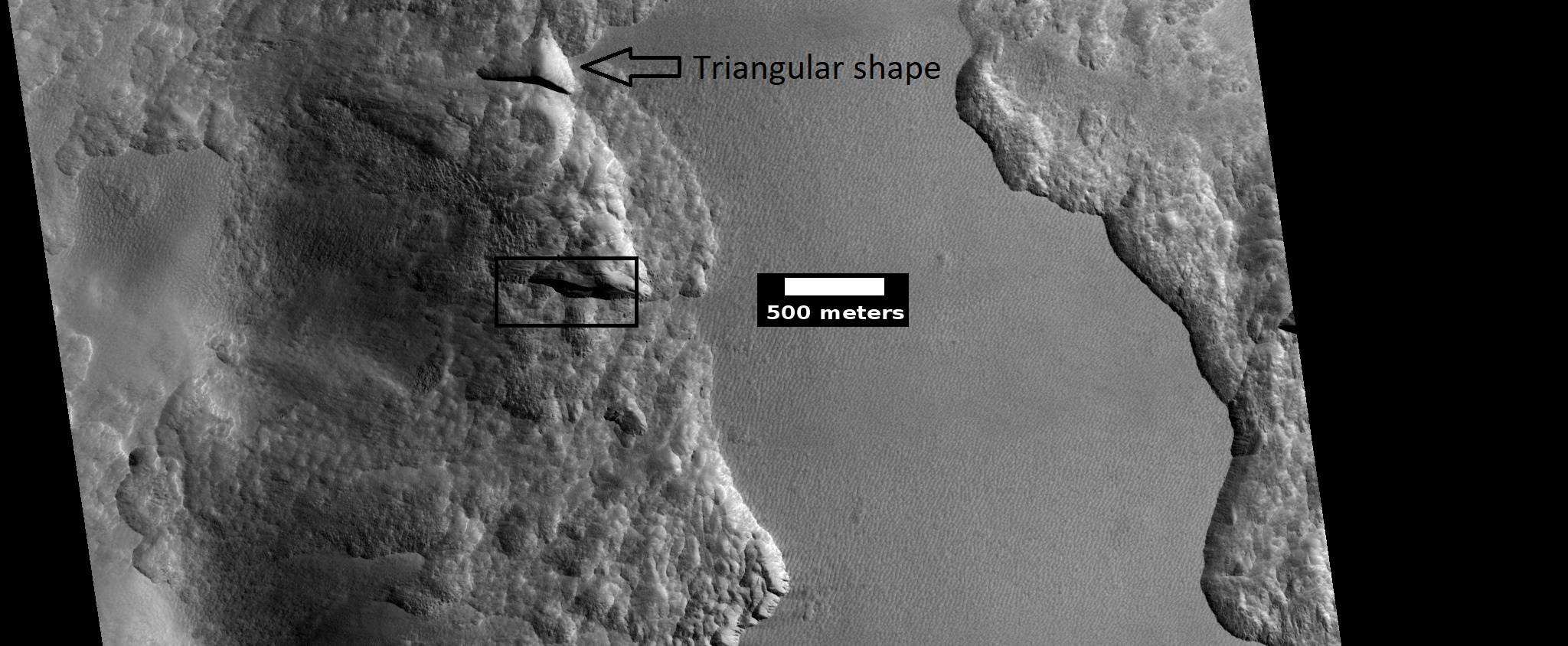
HiWish计划下高分辨率成像科学设备所显示的前一图像的近景，可看到一些三角状的洼地，方框中的区域将在下一图中被放大。
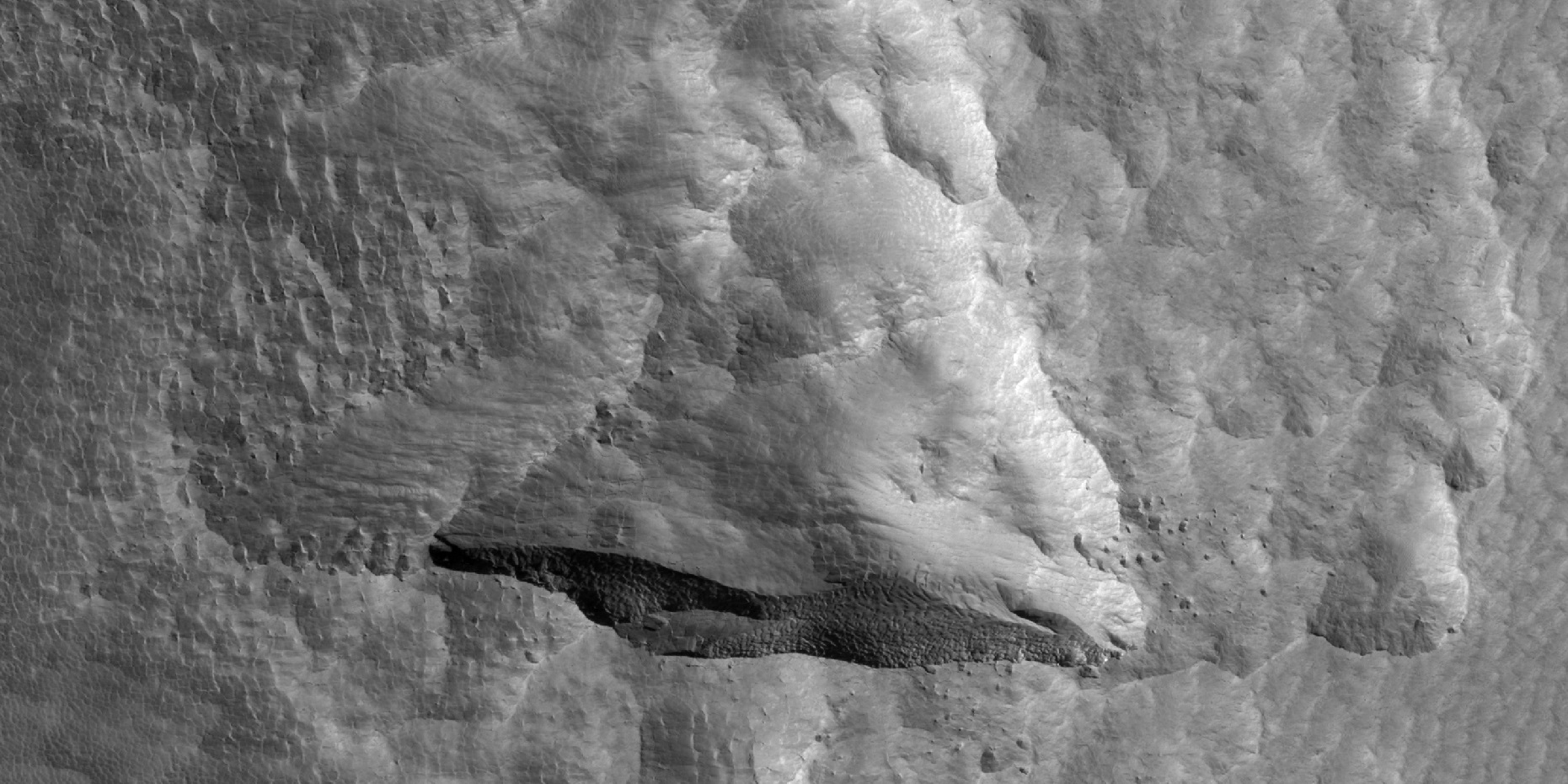
HiWish计划下高分辨率成像科学设备所显示的洼地近景，可看到图像底部附近面朝极地的笔直峭壁。
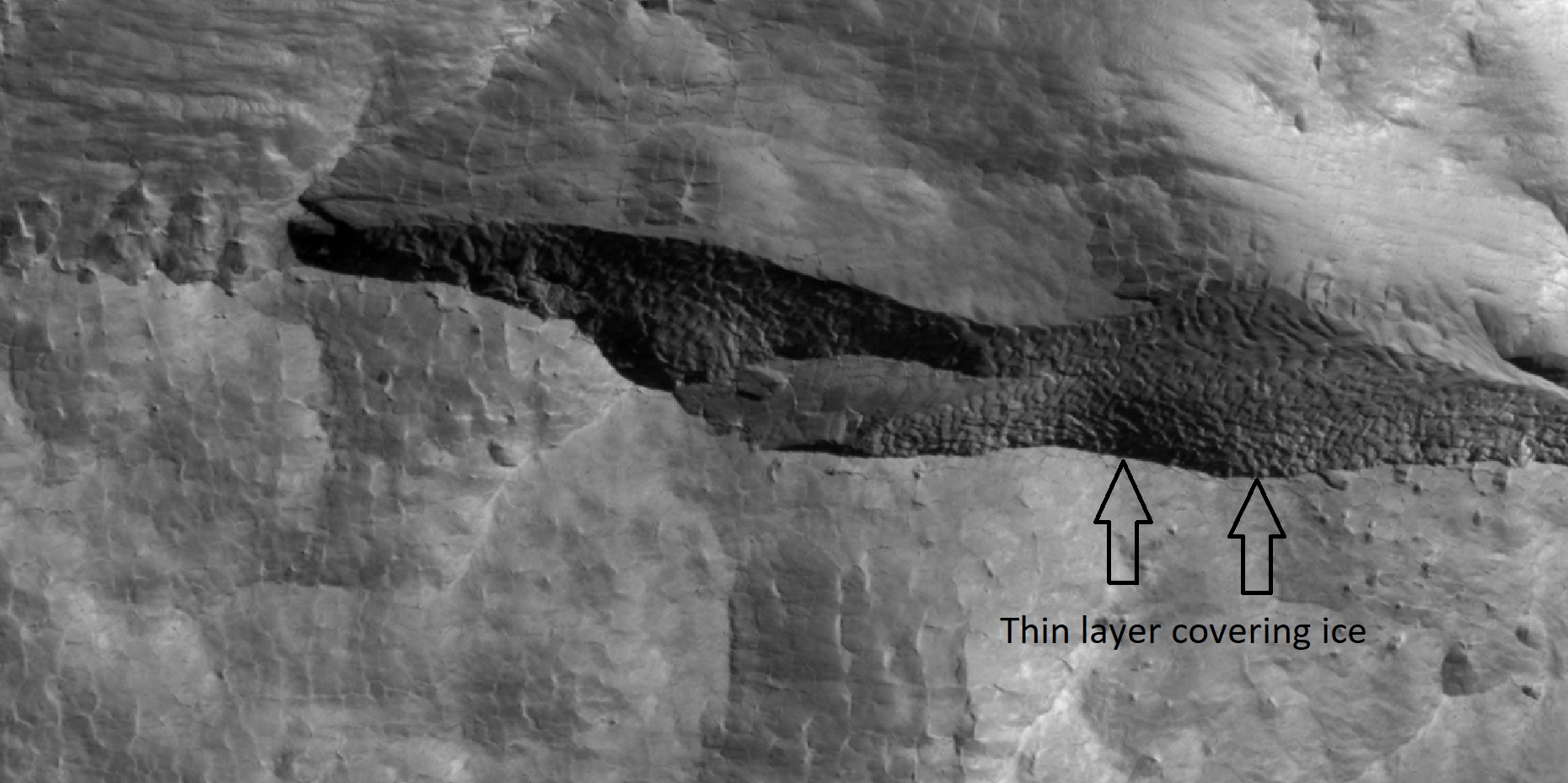
HiWish计划下高分辨率成像科学设备所显示的洼地近景，箭头指示的地方有一层极薄，据信是1-2米厚的水冰覆盖层。

## 文学
米兰科维奇撞击坑是加拿大作家杰克·斯托诺威（Jack Stornoway）创作的短篇小说《火星之王》的背景，属于《火星 2194》的一部分。

## 另请查看
- 迪阿克里亚区
- 撞击坑
- 撞击事件
- 火星撞击坑
- 小行星米兰科维奇
- 米兰科维奇环形山
- 行星体系命名法